# 辉埠镇
辉埠镇是中华人民共和国浙江省衢州市常山县下辖的一个镇。
2012年12月18日，浙江省人民政府批复同意撤销宋畈乡建制，其行政区域并入辉埠镇。调整后，辉埠镇辖1个居民区、43个行政村，镇政府驻万友大道6号。

## 行政区划
辉埠镇下辖以下村级行政区划单位：
辉埠社区、灰山底村、高峰村、菱湖村、大埂村、山背村、鸭坞村、西坞村、石木岭村、上辉埠村、蒋建村、下辉埠村、东乡村、杨梅弄村、童家村、塘底村、久泰弄村、南弄村、上宋畈村、下宋畈村、灵峰寺村、西坑村、桐村、彭川村、石岩村、五爱村、新江村、东山根村、路里坑村、下篷村、双溪口村、建新村、达坞村、松香门村、东鲁村、东湖村、西张村、豺里村、龙头村、坪山村、林畈坞村、后社村、舒家村和黄坞岭村。